# بولوزون
بولوزون (به فرانسوی: Bolozon) یک کمون در فرانسه است که در Canton of Izernore واقع شده‌است.

## خصوصیات
بولوزون ۴٫۹۲ کیلومترمربع مساحت و ۹۸ نفر جمعیت دارد و ۳۱۸ متر بالاتر از سطح دریا واقع شده‌است.